# Lista över de korsblommiga växternas släkten
Detta är en lista över släkten i familjen korsblommiga växter (Brassicaceae) alfabetiskt ordnad efter de vetenskapliga namnen.

## A
| Vetenskapligt namn | Auktor                      | Svenskt namn   | Källa |
| ------------------ | --------------------------- | -------------- | ----- |
| Acanthocardamum    | Thell.                      |                | IPNI  |
| Aethionema         | R.Br.                       | klippörter     | SKUD  |
| Agallis            | Phil.                       |                | IPNI  |
| Alliaria           | Heister ex Fabr.            | löktravar      | ITIS  |
| Alyssoides         | Mill.                       |                | SKUD  |
| Alyssopsis         | Boiss.                      |                | IPNI  |
| Alyssum            | L.                          | stenörter      | NRM   |
| Ammosperma         | Hook.f.                     |                | IPNI  |
| Anastacia          | L.                          |                | SKUD  |
| Anchonium          | DC.                         |                | IPNI  |
| Andrzeiowskia      | Rchb.                       |                | IPNI  |
| Anelsonia          | J.F.Macbr. & Payson         |                | ITIS  |
| Aphragmus          | Andrz. ex DC.               |                | ITIS  |
| Aplanodes          | Marais                      |                | IPNI  |
| Arabidella         | (F.Muell.) O.E.Schulz       |                | IPNI  |
| Arabidopsis        | Heynh.                      | backtravar     | ITIS  |
| Arabis             | L.                          | travar         | NRM   |
| Arcyosperma        | O.E.Schulz                  |                | IPNI  |
| Armoracia          | G.Gaertn., B.Mey. & Scherb. | pepparrot      | IPNI  |
| Aschersoniodoxa    | Gilg & Muschl.              |                | IPNI  |
| Asperuginoides     | Rauschert                   |                | IPNI  |
| Asta               | Klotzsch & O.E.Schulz       |                | IPNI  |
| Atelanthera        | Hook.f. & Thomson           |                | IPNI  |
| Athysanus          | Greene                      |                | ITIS  |
| Aubrieta           | Adans.                      | aubrietior     | NRM   |
| Aurinia            | Desv.                       | praktstenörter | NRM   |

## B
| Vetenskapligt namn | Auktor                               | Svenskt namn    | Källa |
| ------------------ | ------------------------------------ | --------------- | ----- |
| Ballantinia        | Hook.f. ex E.A.Shaw                  |                 | IPNI  |
| Barbarea           | W.T.Aiton                            | gyllen          | IPNI  |
| Beringia           | R.A.Price, Al-Shehbaz & O'Kane, 2001 |                 | IPNI  |
| Berteroa           | DC.                                  | sandvitor       | NRM   |
| Berteroella        | O.E.Schulz                           |                 | IPNI  |
| Biscutella         | L.                                   |                 | SKUD  |
| Bivonaea           | DC.                                  |                 | IPNI  |
| Blennodia          | R.Br.                                |                 | IPNI  |
| Boleum             | Desv.                                |                 | IPNI  |
| Boreava            | Jaub. & Spach                        | boreavior       | NRM   |
| Bornmuellera       | Hausskn.                             |                 | IPNI  |
| Borodinia          | Busch                                |                 | IPNI  |
| Botscantzevia      | Nabiev                               |                 | IPNI  |
| Brachycarpaea      | DC.                                  |                 | IPNI  |
| Brassica           | L.                                   | kålväxter       | NRM   |
| Braya              | Sternb. & Hoppe                      | fjällkrassingar | NRM   |
| Brayopsis          | Gilg & Muschl.                       |                 | IPNI  |
| Brossardia         | Boiss.                               |                 | IPNI  |
| Bunias             | L.                                   | ryssgubbar      | NRM   |

## C
| Vetenskapligt namn     | Auktor                                | Svenskt namn    | Källa |
| ---------------------- | ------------------------------------- | --------------- | ----- |
| Cakile                 | P.Mill.                               | marvioler       | ITIS  |
| Calepina               | Adans.                                | nötsenap        | NRM   |
| Calymmatium            | O.E.Schulz                            |                 | IPNI  |
| Camelina               | Crantz                                | dådror          | NRM   |
| Camelinopsis           | A.G.Miller                            |                 | IPNI  |
| Capsella               | Medik.                                | lomme           | NRM   |
| Cardamine              | L.                                    | bräsmor         | NRM   |
| Cardaminopsis          | Hayek                                 | sandtravar      | IPNI  |
| Cardaria               | Desv.                                 | kardarior       | NRM   |
| Carinavalva            | Ising                                 |                 | IPNI  |
| Carrichtera            | DC.                                   | skedsenap       | NRM   |
| Catadysia              | O.E.Schulz                            |                 | IPNI  |
| Catenulina             | Soják                                 |                 | IPNI  |
| Caulanthus             | S.Wats.                               |                 | ITIS  |
| Caulostramina          | Rollins                               |                 | ITIS  |
| Ceratocnemum           | Coss. & Balansa                       |                 | IPNI  |
| Ceriosperma            | (O.E.Schulz) Greuter & Burdet         |                 | IPNI  |
| Chalcanthus            | Boiss.                                |                 | IPNI  |
| Chamira                | Thunb.                                |                 | IPNI  |
| Chartoloma             | Bunge                                 |                 | IPNI  |
| Cheesemania            | O.E.Schulz                            |                 | IPNI  |
| Cheiranthus → Erysimum |                                       |                 |       |
| Chlorocrambe           | Rydb.                                 |                 | ITIS  |
| Chorispora             | R.Br. ex DC.                          | hönsrättikor    | NRM   |
| Christolea             | Camb.                                 |                 | ITIS  |
| Chrysobraya            | Hara                                  |                 | IPNI  |
| Chrysochamela          | Boiss.                                |                 | IPNI  |
| Cithareloma            | Bunge                                 |                 | IPNI  |
| Clastopus              | Bunge ex Boiss.                       |                 | IPNI  |
| Clausia                | Trotzky                               |                 | IPNI  |
| Clypeola               | L.                                    |                 | SKUD  |
| Cochlearia             | L.                                    | skörbjuggsörter | NRM   |
| Coelonema              | Maxim.                                |                 | IPNI  |
| Coelophragmus          | O.E.Schulz                            |                 | ITIS  |
| Coincya                | Rouy                                  | lacksenap       | ITIS  |
| Coluteocarpus          | Boiss.                                |                 | IPNI  |
| Conringia              | Heist. ex Fabr.                       | kåltravar       | IPNI  |
| Cordylocarpus          | Desf.                                 |                 | IPNI  |
| Coronopus              | Zinn                                  | hamnkrassingar  | NRM   |
| Crambe                 | L.                                    | krambar         | NRM   |
| Crambella              | Maire                                 |                 | IPNI  |
| Cremolobus             | DC.                                   |                 | IPNI  |
| Crucihimalaya          | Al-Shehbaz, O'Kane & R.A.Price (1999) |                 | IPNI  |
| Cryptospora            | Kar. & Kir.                           |                 | IPNI  |
| Cuphonotus             | O.E.Schulz                            |                 | IPNI  |
| Cusickiella            | Rollins                               |                 | ITIS  |
| Cycloptychis           | E.Mey.                                |                 | IPNI  |
| Cymatocarpus           | O.E.Schulz                            |                 | IPNI  |
| Cyphocardamum          | Hedge                                 |                 | IPNI  |

## D
| Vetenskapligt namn   | Auktor                         | Svenskt namn | Källa |
| -------------------- | ------------------------------ | ------------ | ----- |
| Dactylocardamum      | Al-Shehbaz                     |              | IPNI  |
| Degenia              | Hayek                          |              | IPNI  |
| Delpinophytum        | Speg.                          |              | IPNI  |
| Dentaria → Cardamine |                                |              |       |
| Descurainia          | Webb & Berthel.                | stillfrön    | IPNI  |
| Diceratella          | Boiss.                         |              | IPNI  |
| Dichasianthus        | P.N.Ovchinnikov & S.Yu.Yunosov |              | IPNI  |
| Dictyophragmus       | O.E.Schulz                     |              | IPNI  |
| Didesmus             | Desv.                          |              | IPNI  |
| Didymophysa          | Boiss.                         |              | IPNI  |
| Dielsiocharis        | O.E.Schulz                     |              | IPNI  |
| Dilophia             | T.Thoms.                       |              | IPNI  |
| Dimorphocarpa        | Rollins                        |              | ITIS  |
| Diplotaxis           | DC.                            | mursenap     | NRM   |
| Dipoma               | Franch.                        |              | IPNI  |
| Diptychocarpus       | Trautv.                        |              | IPNI  |
| Dithyrea             | Harvey                         |              | ITIS  |
| Dolichorhynchus      | Hedge & Kit Tan                |              | IPNI  |
| Dontostemon          | Andrz. in Ledeb. ex C.A.Mey.   |              | IPNI  |
| Douepea              | Cambess.                       |              | IPNI  |
| Draba                | L.                             | drabor       | NRM   |
| Drabastrum           | (F.Muell.) O.E.Schulz          |              | IPNI  |
| Drabopsis            | K.Koch                         |              | IPNI  |
| Dryopetalon          | Gray                           |              | ITIS  |

## E
| Vetenskapligt namn   | Auktor         | Svenskt namn | Källa |
| -------------------- | -------------- | ------------ | ----- |
| Eigia                | Soják          |              | IPNI  |
| Elburzia             | Hedge          |              | IPNI  |
| Enarthrocarpus       | Labill.        |              | NRM   |
| Englerocharis        | Muschl.        |              | IPNI  |
| Eremobium            | Boiss.         |              | IPNI  |
| Eremoblastus         | Botsch.        |              | IPNI  |
| Eremodraba           | O.E.Schulz     |              | IPNI  |
| Eremophyton          | Bég.           |              | IPNI  |
| Ermania              | Cham.          |              | IPNI  |
| Ermaniopsis          | Hara           |              | IPNI  |
| Erophila             | DC.            | nagelörter   | NRM   |
| Eruca                | P.Mill.        | erukor       | ITIS  |
| Erucaria             | Gaertn.        |              | NRM   |
| Erucastrum           | C.Presl        | kålsenap     | IPNI  |
| Erysimum             | L.             | kårlar       | NRM   |
| Euclidium            | W.T.Aiton      | näbbdådror   | IPNI  |
| Eudema               | Humb. & Bonpl. |              | IPNI  |
| Eunomia → Aethionema |                |              |       |
| Eutrema              | R.Br.          | skidörter    | NRM   |
| Euzomodendron        | Coss.          |              | IPNI  |

## F
| Vetenskapligt namn | Auktor            | Svenskt namn | Källa |
| ------------------ | ----------------- | ------------ | ----- |
| Farsetia           | Turra             |              | SKUD  |
| Fezia              | Pit. ex Batt.     |              | IPNI  |
| Fibigia            | Medik.            |              | SKUD  |
| Foleyola           | Maire             |              | IPNI  |
| Fortuynia          | Shuttl. ex Boiss. |              | IPNI  |

## G
| Vetenskapligt namn | Auktor              | Svenskt namn | Källa |
| ------------------ | ------------------- | ------------ | ----- |
| Galitzkya          | V.V.Bochantseva     |              | IPNI  |
| Geococcus          | J.L.Drumm. ex Harv. |              | IPNI  |
| Glaribraya         | H.Hara              |              | IPNI  |
| Glastaria          | Boiss.              |              | IPNI  |
| Glaucocarpum       | Rollins             |              | ITIS  |
| Goldbachia         | DC.                 |              | IPNI  |
| Gorodkovia         | Botsch. & Karavaev  |              | IPNI  |
| Graellsia          | Boiss.              |              | IPNI  |
| Grammosperma       | O.E.Schulz          |              | IPNI  |
| Guillenia          | Greene              |              | ITIS  |
| Guiraoa            | Coss.               |              | IPNI  |
| Gynophorea         | Gilli               |              | IPNI  |

## H
| Vetenskapligt namn      | Auktor                | Svenskt namn   | Källa |
| ----------------------- | --------------------- | -------------- | ----- |
| Halimolobos             | Tausch                |                | ITIS  |
| Harmsiodoxa             | O.E.Schulz            |                | IPNI  |
| Hedinia                 | Ostenf.               |                | IPNI  |
| Heldreichia             | Boiss.                |                | IPNI  |
| Heliophila              | Burm.f. ex L.         | solvänner      | IPNI  |
| Hemicrambe              | Webb                  |                | IPNI  |
| Hemilophia              | Franch.               |                | IPNI  |
| Hesperis                | L.                    | hesperisar     | NRM   |
| Heterodraba             | Greene                |                | ITIS  |
| Hirschfeldia            | Moench                | gråsenap       | NRM   |
| Hollermayera            | O.E.Schulz            |                | IPNI  |
| Hornungia               | Rchb.                 | stenkrassingar | NRM   |
| Horwoodia               | Turrill               |                | IPNI  |
| Hugueninia              | Rchb.                 |                | IPNI  |
| Hutchinsia → Pritzelago |                       |                |       |
| Hymenolobus             | Nutt. ex Torr. & Gray | saltkrassingar | IPNI  |

## I
| Vetenskapligt namn | Auktor                    | Svenskt namn   | Källa |
| ------------------ | ------------------------- | -------------- | ----- |
| Ianhedgea          | Al-Shehbaz & O'Kane       |                | IPNI  |
| Iberis             | L.                        | iberisar       | NRM   |
| Idahoa             | A. Nelson & J.F.Macbr.    |                | IPNI  |
| Iodanthus          | Torr. & Gray              |                | ITIS  |
| Ionopsidium        | Rchb.                     | violkrassingar | SKUD  |
| Irenepharsus       | Hewson                    |                | IPNI  |
| Isatis             | L.                        | vejdar         | NRM   |
| Ischnocarpus       | O.E.Schulz                |                | IPNI  |
| Iskandera          | N.Busch                   |                | IPNI  |
| Iti                | Garn.-Jones & P.N.Johnson |                | IPNI  |
| Ivania             | O.E.Schulz                |                | IPNI  |

## J
| Vetenskapligt namn        | Auktor | Svenskt namn | Källa |
| ------------------------- | ------ | ------------ | ----- |
| Jonopsidium → Ionopsidium |        |              |       |

## K
| Vetenskapligt namn | Auktor | Svenskt namn | Källa |
| ------------------ | ------ | ------------ | ----- |
| Kernera            | Medik. |              | IPNI  |
| Kremeriella        | Maire  |              | IPNI  |

## L
| Vetenskapligt namn | Auktor            | Svenskt namn     | Källa |
| ------------------ | ----------------- | ---------------- | ----- |
| Lachnocapsa        | Balf.f.           |                  | IPNI  |
| Lachnoloma         | Bunge             |                  | IPNI  |
| Leavenworthia      | Torr.             |                  | ITIS  |
| Lepidium           | L.                | krassingar       | NRM   |
| Lepidostemon       | Hook.f. & Thomson |                  | IPNI  |
| Leptaleum          | DC.               |                  | IPNI  |
| Lesquerella        | S.Wats.           |                  | ITIS  |
| Lignariella        | Baehni            |                  | IPNI  |
| Lithodraba         | Boelcke           |                  | IPNI  |
| Lobularia          | Desv.             | strandkrassingar | NRM   |
| Lonchophora        | Dur.              |                  | IPNI  |
| Loxostemon         | Hook.f. & Thomson |                  | IPNI  |
| Lunaria            | L.                | månvioler        | NRM   |
| Lycocarpus         | O.E.Schulz        |                  | IPNI  |
| Lyrocarpa          | Hook. & Harv.     |                  | IPNI  |

## M
| Vetenskapligt namn       | Auktor       | Svenskt namn   | Källa |
| ------------------------ | ------------ | -------------- | ----- |
| Macropodium              | [R.Br.]      |                | IPNI  |
| Malcolmia                | Ait.f.       | strandlövkojor | ITIS  |
| Mancoa                   | Weddell      |                | ITIS  |
| Maresia                  | Pomel        |                | IPNI  |
| Mathewsia                | Hook. & Arn. |                | IPNI  |
| Matthiola                | Ait.f.       | lövkojor       | ITIS  |
| Megacarpaea              | DC.          |                | IPNI  |
| Megadenia                | Maxim.       |                | IPNI  |
| Melanosinapis → Brassica |              |                |       |
| Menkea                   | Lehm.        |                | IPNI  |
| Menonvillea              | R.Br. ex DC. |                | IPNI  |
| Microlepidium            | F.Muell.     |                | IPNI  |
| Microsisymbrium          | O.E.Schulz   |                | IPNI  |
| Microstigma              | Trautv.      |                | IPNI  |
| Microthlaspi             | F.K.Mey.     |                | ITIS  |
| Morettia                 | DC.          |                | IPNI  |
| Moricandia               | DC.          | blåsenap       | NRM   |
| Moriera                  | Boiss.       |                | IPNI  |
| Morisia                  | J.Gay        |                | IPNI  |
| Murbeckiella             | Rothm.       |                | IPNI  |
| Muricaria                | Desv.        |                | IPNI  |
| Myagrum                  | L.           | håldådror      | NRM   |

## N
| Vetenskapligt namn   | Auktor            | Svenskt namn | Källa |
| -------------------- | ----------------- | ------------ | ----- |
| Nasturtiopsis        |                   |              |       |
| Nasturtium → Rorippa |                   |              |       |
| Neobeckia            | Greene            |              | ITIS  |
| Neomartinella        | Pilg.             |              | IPNI  |
| Neotchihatchewia     | Rauschert         |              | IPNI  |
| Neotorularia         | Hedge & J.Léonard |              | IPNI  |
| Nerisyrenia          | Greene            |              | ITIS  |
| Neslia               | Desv.             | korndådror   | NRM   |
| Neuontobotrys        | O.E.Schulz        |              | IPNI  |
| Notoceras            | R.Br.             |              | IPNI  |
| Notothlaspi          | Hook.f.           |              | IPNI  |

## O
| Vetenskapligt namn | Auktor                         | Svenskt namn | Källa |
| ------------------ | ------------------------------ | ------------ | ----- |
| Ochthodium         | DC.                            |              | IPNI  |
| Octoceras          | Bunge                          |              | IPNI  |
| Olimarabidopsis    | Al-Shehbaz, O'Kane & R.A.Price |              | IPNI  |
| Onuris             | Phil.                          |              | IPNI  |
| Oreoloma           | Botsch.                        |              | IPNI  |
| Oreophyton         | O.E.Schulz                     |              | IPNI  |
| Ornithocarpa       | Rose                           |              | IPNI  |
| Orychophragmus     | Bunge                          |              | SKUD  |
| Otocarpus          | Dur.                           |              | IPNI  |
| Oudneya            | R.Br.                          |              | IPNI  |

## P
| Vetenskapligt namn     | Auktor                         | Svenskt namn  | Källa |
| ---------------------- | ------------------------------ | ------------- | ----- |
| Pachycladon            | Hook.f.                        |               | IPNI  |
| Pachymitus             | O.E.Schulz                     |               | IPNI  |
| Pachyphragma           | Rchb.                          |               | IPNI  |
| Pachypterygium         | Bunge                          |               | IPNI  |
| Parlatoria             | Boiss.                         |               | IPNI  |
| Parodiodoxa            | O.E.Schulz                     |               | IPNI  |
| Parolinia              | Webb                           |               | IPNI  |
| Parrya                 | R.Br.                          |               | ITIS  |
| Parryodes              | Jafri                          |               | IPNI  |
| Pegaeophyton           | Hayek & Hand.-Mazz.            |               | IPNI  |
| Peltaria               | Jacq.                          | penningtravar | NRM   |
| Peltariopsis           | N.Busch                        |               | IPNI  |
| Pennellia              | Nieuwl.                        |               | ITIS  |
| Petiniotia             | J.Léonard                      |               | IPNI  |
| Petrocallis            | R.Br.                          |               | IPNI  |
| Phaeonychium           | O.E.Schulz                     |               | IPNI  |
| Phlebolobium           | O.E.Schulz                     |               | IPNI  |
| Phlegmatospermum       | O.E.Schulz                     |               | IPNI  |
| Phoenicaulis           | Nutt.                          |               | ITIS  |
| Physaria               | (Nutt.) A.Gray                 |               | IPNI  |
| Physocardamum          | Hedge                          |               | IPNI  |
| Physoptychis           | Boiss.                         |               | IPNI  |
| Physorhynchus          | Hook.                          |               | IPNI  |
| Platycraspedum         | O.E.Schulz                     |               | IPNI  |
| Polyctenium            | Greene                         |               | ITIS  |
| Polypsecadium          | O.E.Schulz                     |               | IPNI  |
| Pringlea               | Anders. ex Hook.f.             |               | IPNI  |
| Prionotrichon          | Botsch. & Vved.                |               | IPNI  |
| Pritzelago             | Kuntze                         |               | SKUD  |
| Pseuderucaria          | O.E.Schulz                     |               | IPNI  |
| Pseudoarabidopsis      | Al-Shehbaz, O'Kane & R.A.Price |               | IPNI  |
| Pseudocamelina         | (Boiss.) N.Busch               |               | IPNI  |
| Pseudoclausia          | Popov                          |               | IPNI  |
| Pseudofortuynia        | Hedge                          |               | IPNI  |
| Pseudovesicaria        | (Boiss.) Rupr.                 |               | IPNI  |
| Psychine               | Desf.                          |               | NRM   |
| Pterygiosperma         | O.E.Schulz                     |               | IPNI  |
| Pterygostemon          | V.V.Bochantseva                |               | IPNI  |
| Ptilotrichum → Alyssum |                                |               |       |
| Pugionium              | Gaertn.                        |               | IPNI  |
| Pycnoplinthopsis       | Jafri                          |               | IPNI  |
| Pycnoplinthus          | O.E.Schulz                     |               | IPNI  |
| Pyramidium             | Boiss.                         |               | IPNI  |

## Q
| Vetenskapligt namn | Auktor           | Svenskt namn | Källa |
| ------------------ | ---------------- | ------------ | ----- |
| Quezeliantha       | H.Scholz         |              | IPNI  |
| Quidproquo         | Greuter & Burdet |              | IPNI  |

## R
| Vetenskapligt namn | Auktor                   | Svenskt namn | Källa |
| ------------------ | ------------------------ | ------------ | ----- |
| Raffenaldia        | Godr.                    |              | IPNI  |
| Raphanorhyncha     | Rollins                  |              | IPNI  |
| Raphanus           | L.                       | rättikor     | NRM   |
| Rapistrum          | Crantz                   | stäppsenap   | NRM   |
| Reboudia           | Coss. & Dur.             |              | IPNI  |
| Redowskia          | Cham. & Schltdl.         |              | IPNI  |
| Rhizobotrya        | Tausch                   |              | IPNI  |
| Ricotia            | L.                       |              | IPNI  |
| Robeschia          | Hochst. ex E.Fourn.      |              | IPNI  |
| Rollinsia          | Al-Shehbaz               |              | IPNI  |
| Romanschulzia      | O.E.Schulz               |              | IPNI  |
| Roripella          | (Maire) Greuter & Burdet |              | IPNI  |
| Rorippa            | Scop.                    | fränen       | NRM   |
| Rytidocarpus       | Cors.                    |              | IPNI  |

## S
| Vetenskapligt namn | Auktor            | Svenskt namn | Källa |
| ------------------ | ----------------- | ------------ | ----- |
| Sameraria          | Desv.             |              | IPNI  |
| Sarcodraba         | Gilg & Muschl.    |              | IPNI  |
| Savignya           | DC.               |              | IPNI  |
| Scambopus          | O.E.Schulz        |              | IPNI  |
| Schimpera          | Hochst. ex Steud. |              | IPNI  |
| Schivereckia       | Andrz. ex DC.     |              | IPNI  |
| Schizopetalon      | Sims              |              | SKUD  |
| Schlechteria       | Bolus ex Schltr.  |              | IPNI  |
| Schoenocrambe      | Greene            |              | ITIS  |
| Schouwia           | DC.               |              | IPNI  |
| Scoliaxon          | Payson            |              | IPNI  |
| Selenia            | Nutt.             |              | ITIS  |
| Sibara             | Greene            |              | ITIS  |
| Sibaropsis         | S.Boyd & T.S.Ross |              | ITIS  |
| Silicularia        | Compton           |              | IPNI  |
| Sinapidendron      | Lowe              |              | IPNI  |
| Sinapis            | L.                | senaper      | NRM   |
| Sisymbrella        | Spach             |              | IPNI  |
| Sisymbriopsis      | Botsch. & Tzvelev |              | IPNI  |
| Sisymbrium         | L.                | hamnsenap    | NRM   |
| Smelowskia         | C.A.Mey.          |              | ITIS  |
| Sobolewskia        | C.A.Mey.          |              | IPNI  |
| Sohms-laubachia    | Muschl.           |              | IPNI  |
| Sophiopsis         | O.E.Schulz        |              | IPNI  |
| Sphaerocardamum    | S.Schauer         |              | IPNI  |
| Spirorhynchus      | Kar. & Kir.       |              | IPNI  |
| Spryginia          | Popov             |              | IPNI  |
| Staintoniella      | Hara              |              | IPNI  |
| Stanfordia         | S.Watson          |              | IPNI  |
| Stanleya           | Nutt.             |              | ITIS  |
| Stenopetalum       | R.Br. ex DC.      |              | IPNI  |
| Sterigmostemum     | M.Bieb.           |              | IPNI  |
| Stevenia           | Adsms & Fisch.    |              | IPNI  |
| Straussiella       | Hausskn.          |              | IPNI  |
| Streptanthella     | Rydb.             |              | ITIS  |
| Streptanthus       | Nutt.             |              | ITIS  |
| Streptoloma        | Bunge             |              | IPNI  |
| Stroganowia        | Kar. & Kir.       |              | ITIS  |
| Stubendorffia      | Schrenk ex Fisch. |              | IPNI  |
| Subularia          | L.                | sylörter     | NRM   |
| Succowia           | Medik.            |              | IPNI  |
| Synstemon          | Botsch.           |              | IPNI  |
| Synthlipsis        | Gray              |              | ITIS  |

## T
| Vetenskapligt namn | Auktor          | Svenskt namn   | Källa |
| ------------------ | --------------- | -------------- | ----- |
| Taphrospermum      | C.A.Mey.        |                | IPNI  |
| Tauscheria         | Fisch.          |                | IPNI  |
| Teesdalia          | W.T.Aiton       | sandkrassingar | IPNI  |
| Teesdaliopsis      | (Willk.) Bothm. |                | IPNI  |
| Tetracme           | Bunge           |                | IPNI  |
| Thelypodiopsis     | Rydb.           |                | ITIS  |
| Thelypodium        | Endl.           |                | ITIS  |
| Thlaspeocarpa      | C.A.Sm.         |                | IPNI  |
| Thlaspi            | L.              | skärvfrön      | NRM   |
| Trachystoma        | O.E.Schulz      |                | IPNI  |
| Trichotolinum      | O.E.Schulz      |                | IPNI  |
| Trochiscus         | O.E.Schulz      |                | IPNI  |
| Thysanocarpus      | Hook.           |                | ITIS  |
| Tropidocarpum      | Hook.           |                | ITIS  |
| Turritis           | L.              |                | IPNI  |

## V
| Vetenskapligt namn | Auktor | Svenskt namn | Källa |
| ------------------ | ------ | ------------ | ----- |
| Vella              | DC.    |              | IPNI  |

## W
| Vetenskapligt namn | Auktor         | Svenskt namn | Källa |
| ------------------ | -------------- | ------------ | ----- |
| Warea              | Nutt.          |              | ITIS  |
| Wasabia            | Matsum.        |              | ITIS  |
| Weberbauera        | Gilg & Muschl. |              | IPNI  |
| Werdermannia       | O.E.Schulz     |              | IPNI  |
| Winklera           | Regel          |              | IPNI  |

## X
| Vetenskapligt namn | Auktor   | Svenskt namn | Källa |
| ------------------ | -------- | ------------ | ----- |
| Xerodraba          | Skottsb. |              | IPNI  |

## Y
| Vetenskapligt namn | Auktor            | Svenskt namn | Källa |
| ------------------ | ----------------- | ------------ | ----- |
| Yinshania          | Y.C.Ma & Y.Z.Zhao |              | IPNI  |

## Z
| Vetenskapligt namn | Auktor  | Svenskt namn | Källa |
| ------------------ | ------- | ------------ | ----- |
| Zerdana            | Boiss.  |              | IPNI  |
| Zilla              | Forssk. |              | IPNI  |

## Auktorkällor
- IPNI - International Plant Names Index
- ITIS - Integrated Taxonomic Information System
- NRM - Naturhistoriska riksmuseets checklista
- SKUD - Svensk kulturväxtdatabas